# Voodoo Glow Skulls
Voodoo Glow Skulls – amerykański zespół grający ska punk, założony w 1988 roku  Riverside (stan Kalifornia).

## Członkowie zespołu
- Frank Casillas – wokal
- Eddie Casillas – gitara elektryczna
- Jorge Casillas – gitara basowa
- Jerry O’Neill – perkusja
- Brodie Johnson – puzon
- Gabriel Dunn – trąbka
- James Hernandez – saksofon

## Dyskografia

### Albumy
- 1992 – Coloring Fun
- 1993 – Who Is, This Is?
- 1995 – Firme
- 1996 – Firme en Español (Spanish version)
- 1997 – Baile de Los Locos
- 1998 – The Band Geek Mafia
- 2000 – The Potty Training Years 1988 - 1992
- 2000 – Symbolic
- 2002 – Steady as She Goes
- 2004 – Adicción, Tradición, Revolución
- 2007 – Southern California Street Music

### Kompilacje
- 1992 – Welcome to Calif*cknia
- 1995 – Misfits of Ska
- 1999 – Exitos Al Cabron